# Luis Hernández Rodríguez
Luis Hernández Rodríguez, né le 14 avril 1989 à Madrid, est un footballeur espagnol. Il évolue au poste de défenseur central.

## Biographie

### En club
Formé chez les jeunes du Real Madrid CF, il intègre l'équipe du Real Madrid CF "C" durant la saison 2007-2008. La saison d'après, et ce jusqu'en 2012, il évolue au sein de l'équipe du Real Madrid Castilla. 
Le 26 janvier 2012, il signe un contrat avec le club du Sporting Gijon B. Le 2 septembre 2012, il joue son premier match officiel avec le Sporting de Gijon, qui évolue alors en deuxième division. Le 31 janvier 2013, il devient titulaire au Sporting Gijon et son équipe est promue en première division espagnole à l'issue de la saison 2014-2015.
Le 21 juin 2016, il signe un contrat de quatre ans avec Leicester City, champion d'Angleterre en mai dernier.

### En sélection nationale
Il est sélectionné en équipe d'Espagne des moins de 19 ans en 2008, équipe avec laquelle il remporte la Copa del Atlántico.

## Palmarès
Il remporte la Copa del Atlántico en 2008 avec l'équipe d'Espagne des moins de 19 ans.